# Hoya arnottiana
Hoya arnottiana ist eine Pflanzenart der Gattung der Wachsblumen (Hoya) aus der Unterfamilie der Seidenpflanzengewächse (Asclepiadoideae).

## Merkmale
Hoya arnottiana ist eine epiphytische und/oder auch lithophytische, windend-kletternde Pflanze mit zwei bis vier Meter langen Trieben. Die Triebe heften sich mit Adventivwurzeln am Untergrund fest. Die schlanken Triebe sind stumpf hellgrün bis graugrün in der Farbe. Frische Triebe besitzen auf der Oberfläche braungraue Härchen, ältere Triebe sind kahl und verholzen leicht. Die Triebe sind drehrund und messen im Durchmesser 2,5 bis 3 mm. Die Zwischenknotenbereiche sind zwischen 5 und 20 cm lang.
Die gestielten Blätter sind kreuzgegenständig. Die dicken, dunkelgrünen Stiele sind mit braungrauen Härchen besetzt. Die Stiele sind 1,7 bis 2 cm lang und 2,5 bis 3 mm dick. Sie sind im Querschnitt rund und oft nach oben gebogen (negativ geotrop). Die Blattspreite ist fleischig-dick und im Umriss elliptisch. 8,5 bis 10,5 cm lang, und 3,5 bis 6 cm breit. Die Spreitenbasis ist keilförmig bis gerundet, der Spreitenapex gerundet bis gespitzt. Die Oberseite ist dunkelgrün und glänzend. Die Unterseite ist weißlich-grün, mit einem Flaum braungrauer Härchen versehen. Die Mittelader ist als rippig entwickelt mit sichtbaren sekundären Adern. Die Blattränder sind geringfügig nach außen eingerollt. Die Blätter zeigen eine deutliche Netznervatur mit vier bis fünf paarigen sekundären Adern.
Der Blütenstand ist eine Dolde, die außerhalb der Blattachseln ansetzt. Die Dolde besitzt eine halbkugelig gewölbte Oberseite und weist bis zu 40 Blüten auf. Der hellgrüne, gerade und steife Blütenstandsstiel ist mit braungrauen Härchen bedeckt und an Basis und Ende etwas verdickt. Er wird 3,5 bis 7 cm lang, bei einem Durchmesser von 2,5 bis 3 mm in den dünneren Anteilen und 5,5 bis 5,8 mm in den dickeren Anteilen, Die schlanken Blütenstiele sind weißlich bis hellgrün und kahl. Sie werden 21,5 bis 22,5 mm lang, und haben eine Dicke von 0,8 bis 1 mm.
Die Blüten sind fast rein weiß bis leicht cremegelb (Kloppenburg). Der Kelch ist flach mit einem Durchmesser von 5,4 bis 5,6 mm. Er ist spärlich mit kurzen Härchen behaart. Die fünf gelblich-weißen Kelchblätter sind an der Basis verwachsen. Sie sind schmal-eiförmig bis schmale dreieckig und zugespitzt, 1,8 bis 2,2 mm lang, 1,3 bis 1,7 mm breit an der Basis.
Die zwittrige Blüte ist radiärsymmetrisch und fünfzählig. Die Blütenkrone hat einen Durchmesser von 1,65 bis 1,75 cm. Die weiße Kronblätter sind und zurück gebogen. Die Ränder und der Apex sind eingerollt, der Apex ist spitz zulaufend. Sie sind in der Form rhomboid und an der Basis verwachsen. Sie messen 7,8 bis 8,5 mm in der Länge und 4,8 bis 5,3 mm in der Breite. Die Außenseite ist kahl, die Innenseite weist kurze Flaumhaare auf. Die Nebenkrone ist glänzend-weiß, gelegentlich mit leichter pinkfarbener Tönung in der Mitte. Sie misst 8,6 bis 9 mm im Durchmesser. Die Nebenkronenzipfel sind schräg elliptisch im Umriss, die Oberseite ist leicht vertieft. Sie sind 4,3 bis 4,8 mm lang und 2,4 bis 2,7 mm breit. Der äußere Fortsatz ist spitz, läuft am Ende aber in zwei ungleiche Zipfelchen aus. Die innere Fortsatz ist kurz zugespitzt, er erreicht nicht den Apex des Gynostegiums. Am Gynostegium sitzen fünf Pollinarien, bedeckt von den membranösen gelblichen Staubblattfortsätzen.
Das Pollinarium besteht aus dem sehr kleinen, mittigen Corpusculum, nur kurzen und dünnen Caudiculae (Translatorarme) und den paarigen, äußeren Pollinien. Das kastanienbraune Corpusculum ist in der seitlichen Aufsicht ein Drachenviereck mit einem stumpfwinkligen unteren Ende und einem spitzwinkligen oberen Ende. An den Seiten sind schmale Flügel entwickelt. Die Caudiculae sind sehr kurz, nur etwa 0,03 mm lang. Die gelblichen Pollinia sind länglich, 0,6 bis 0,7 mm lang, 0,2 bis 0,25 mm breit. Der äußere Rand ist flügelartig verbreitert, hellgelb und durchscheinend. Die Flügel ziehen sich vom Ansatz der Caudiculae bis zum Apex der Pollinia. Das Gynoeceum hat zwei Fruchtblätter. Diese haben die Form einer längsgeschnittenen Flasche. Die beiden oberen Enden der Fruchtblätter neigen sich aufeinander zu. Sie sind 1,4 bis 1,5 mm hoch und messen 0,5 bis 0,7 mm im Durchmesser.

## Geographische Verbreitung und Habitat
Das Verbreitungsgebiet der Art erstreckt sich von Laos (Provinz Houaphan), Vietnam (Provinzen Dak Lak und Thanh Hoa). Thailand. Nepal, Indien (Assam, Meghalaya, Sikkim und Westbengalen) und Bangladesch.
Die Art wächst in immergrünen tropischen Bergwäldern in Lagen zwischen 300 und 1550 m. In Laos (Höhe 1.500 bis 1.550 m über NN) blüht die Art von April bis Juni. Sie wuchs dort auf Basalt (Averyanov et al., 2017).

## Taxonomie
Das Taxon wurde 1834 von Robert Wight beschrieben. Der aus Nepal stammende Lectotype wird im Herbarium Robert Wight Proper in Kew Gardens (London) unter der Nummer K000873110 (“Wallich, Asclep. no. 35.”) aufbewahrt. Der Lectotyp wurde erst von Averyanov et al. (2017) festgelegt.